# کودکان خورشید
کودکان خورشید (روسی: Дети солнца) نمایشنامه ای از ماکسیم گورکی است. او این نمایشنامه را در سال ۱۹۰۵ و دوران انقلاب ۱۹۰۵ روسیه، که در قلعه  پطر و پائول سن پترزبورگ زندانی بود، نوشت. گورکی ظاهراً در طول ۸ روز آخر زندانی خود، این نمایشنامه نوشت. او در ۲ فوریه ۱۹۰۵ در پاسخ به اعتراضات بین‌المللی مبنی بر زندانی شدن یک نویسنده برجسته، آزاد شد. در ظاهر، این نمایشنامه مربوط به دوره تاریخی یک اپیدمی وبا در سال ۱۸۶۲ است، اما به طور کلی چنین  استنباط شد که مربوط به وقایع معاصر است. 

## اجرا
این نمایشنامه در ابتدا ممنوع شد، اما مقامات امپراتوری به آن اجازه دادند تا ۲۴ اکتبر ۱۹۰۵ در تئاتر هنری مسکو به نمایش درآید. در نهایت بواسطه تنشی که در جامعه ایجاد کرد، کاچالف مجبور شد جلوی این نمایش را پس از اجرای سوم، بگیرد. 

## قالب
- واسیلی کاچالوف در نقش استاد پروتاسوف
- ماریا آندریوا در نقش لیزا، خواهرش
- ماریا ژرمنوا در نقش النا، همسر پروتاسوف
- لئونید لئونیدوف در نقش دیمیتری واگوین، هنرمند و دوست استاد
- واسیلی لوژسکی به عنوان بوریس چپورنوی
- اولگا کنیپر در نقش ملانیا، خواهر چپورنوی، که عاشق استاد است
- ایوان مسکوین در نقش نزار آودیویچ
- ولادیمیر گریبونین در نقش یاکوف تروشین
- میخائیل گروموف در نقش یگور، دستیار استاد
- النا موراتووا در نقش آنتونونا، پرستار بچه
- نینا لیتوتسوا در نقش فیما، خدمتکار
- صوفیا خالیوتینا در نقش لوشا، خدمتکار
- الکساندر آداشف به عنوان پزشک

## خلاصه طرح
این عنوان به نخبگان ممتاز روشنفکری روسیه اشاره دارد، که توسط پروتاسوف تجسم یافته و دارای ذهنیت بالا و آرمان گرا است، اما اساساً از آنچه در اطراف آنها در سطوح پایین رخ می دهد، بی اطلاع است. در مقابل، لیزا بیمارگونه، عصبی و پیامبرگونه از بحران قریب‌الوقوع آگاه است.  
جدا شدن پروتاسوف او را به خاطر عشق تقریباً دیوانه ملانیا به او فراموشی می کند. به عشق سردرگم همسرش به بهترین دوست و هنرمند خود ، دمیتری واگوین؛ به بیرحمی دستیار خود یگور و در نهایت در معرض خطر اوباش مسلح که برای حمله به او می آید. 

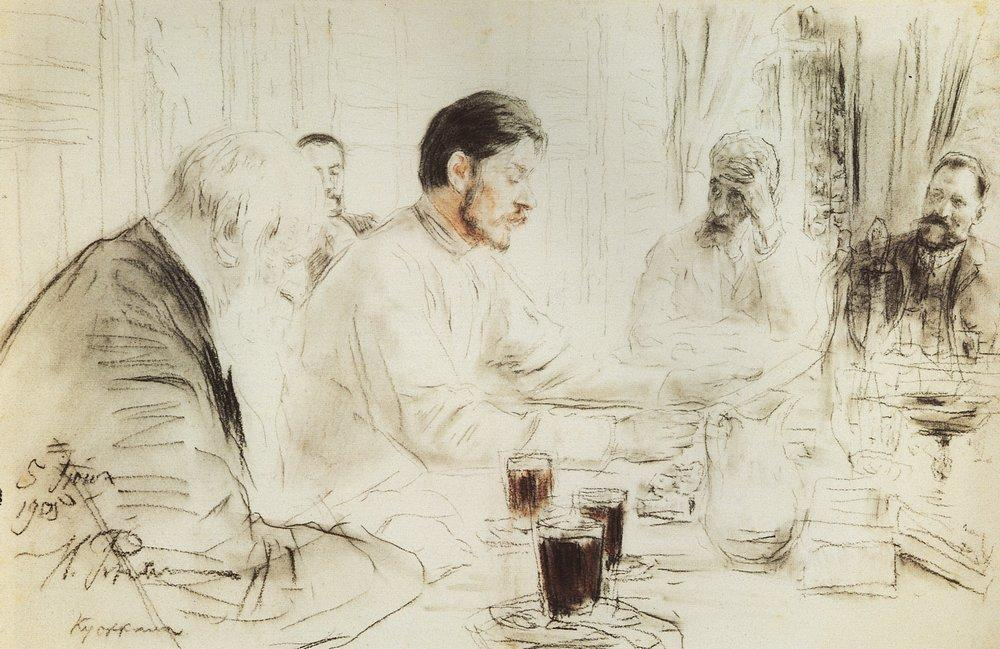
ماکسیم گورکی در حال خواندن درام خود " کودکان خورشید"، خانه هنرمند ایلیا رپین.
نقاش: ایلیا رپین